# Hypophthalmichthys nobilis
Hypophthalmichthys nobilis (Richardson, 1845), conosciuta comunemente come carpa nobile o carpa testa grossa, è un pesce d'acqua dolce appartenente alla famiglia Ciprinidi.

## Distribuzione e habitat
La carpa testa grossa è originaria dei laghi e dei fiumi profondi e temperati del sud della Cina, anche se attualmente si trova ampiamente distribuita in altre parti del mondo. Nell'Europa centrale e orientale, nei bacini del fiume Danubio e dei fiumi che sboccano nel Mar Nero, nel Mar d'Azov e nel Mar Caspio, le sue popolazioni stanno sperimentando una rapida crescita a causa del loro perfetto adattamento a questi habitat di acque tranquille e profonde.

## Descrizione
Si tratta di una specie di ciprinide imparentata con la carpa comune, anche se mostra chiare differenze morfologiche con quest'ultima. Il suo corpo è meno alto di quello della carpa, ma può raggiungere delle dimensioni maggiori, dato che esistono esemplari che misurano circa 195 cm di lunghezza.
Questa specie è priva di barbigli su entrambi i lati della bocca, che è supera, cioè si apre con una leggera inclinazione verso l'alto, come risultato della sua dieta, a base di zooplancton che si trova vicino alla superficie. Questo tipo di alimentazione, che è tipica degli avannotti durante le loro prime settimane di vita, viene mantenuto per sempre, anche se gli adulti mangiano pure altri animali, tra i quali molti vermi, molluschi, insetti e addirittura altre specie di pesci di minori dimensioni.
La denominazione di «testa grossa» di questa carpa è dovuta alle dimensioni apparentemente sproporzionate della sua testa, particolarità che viene ancor più evidenziata dalla posizione della bocca e, specialmente, degli occhi. Questi ultimi sono piccoli e si trovano sotto la linea della bocca, su entrambi i lati della testa, dando così una immagine distorta dell'altezza della sua fronte.
Le scaglie di questa carpa, che ricoprono integralmente il suo corpo, sono molto piccole e numerose. La pinna dorsale è relativamente stretta e alta e si situa nella parte mediana del dorso, molto vicino alla verticale con le pinne pelviche. Tra queste ultime e la pinna anale, il ventre di questa specie presenta una marcata forma di chiglia.
La colorazione generale del corpo è dominata dai toni grigio argentati, più intensi sui fianchi e sul dorso che non sul ventre. Nella parte superiore inoltre presenta alcune macchie irregolari di tono marrone scuro che sembrano sporcare l'intenso colore argentato del pesce.

## Riproduzione

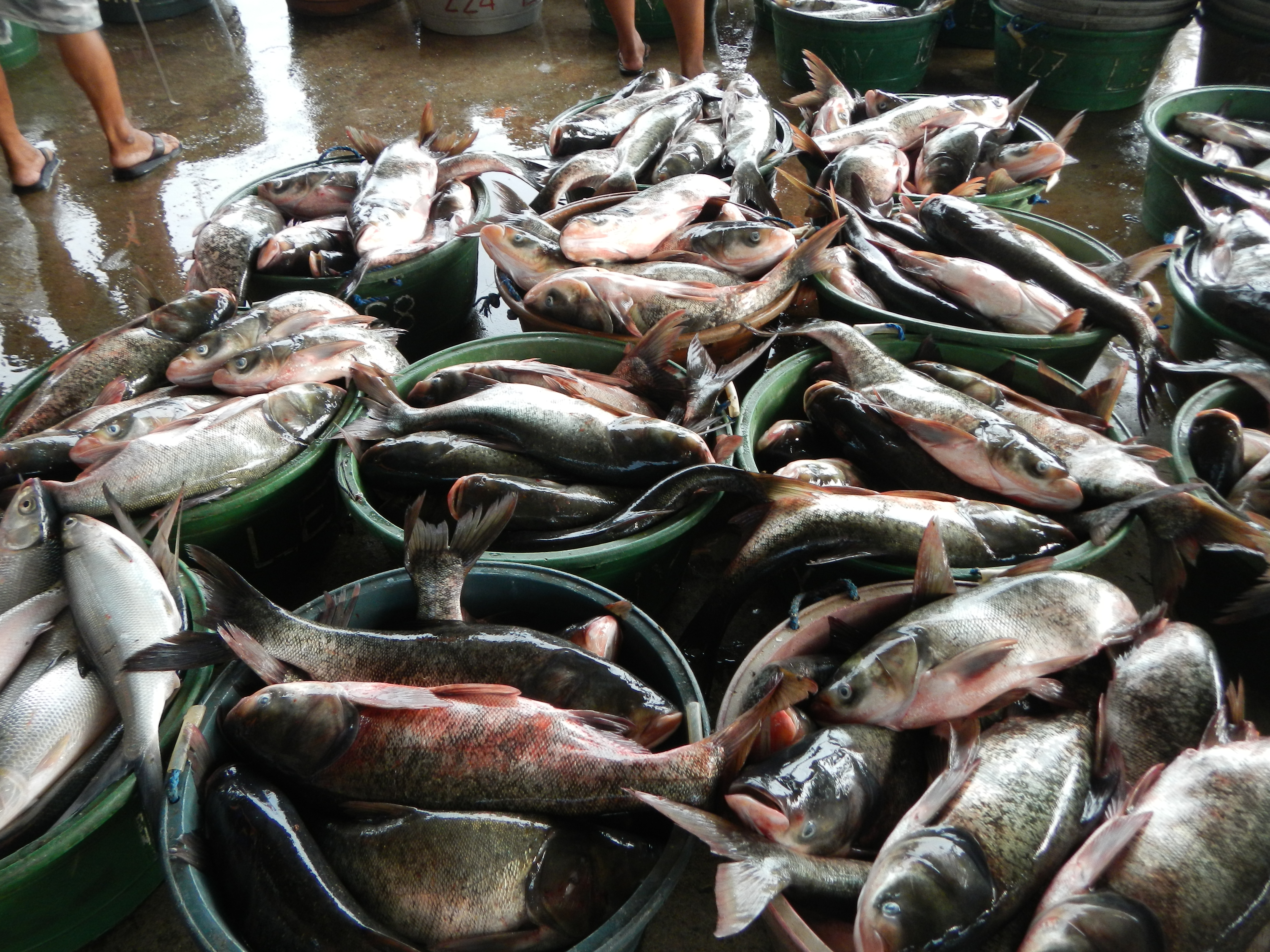
Pesca intensiva di H. nobilis a Cardona, Filippine

Il periodo della fregola avviene tra aprile e giugno. La femmina depone decine di migliaia di piccole uova giallo-trasparenti, che si schiudono dopo 2 giorni di incubazione alla temperatura ideale di 25 °C. Non vi sono cure parentali.

## Alimentazione
Questo ciprinide si nutre di piante acquatiche, alghe, larve d'insetti e zooplancton.

## Pesca
Nei luoghi d'origine è una specie di alto interesse commerciale, pescata in modo intensivo e anche oggetto di allevamento in acquacoltura.